# Christina Stevens
Christina Petronella Stevens, född 1825, död 1876, var en nederländsk pedagog. Hon var missionär och kristendomslärare bland den inhemska befolkningen i Nederländska Ostindien.